# Horacio Ortiz
Horacio Ortiz fue un futbolista mexicano y Médico Cirujano y Partero. Ortiz, fue uno de los primeros representantes de la selección de fútbol de México, donde jugó los partidos contra Guatemala, marcando 4 goles, junto a sus compañeros Carlos Garcés, Mauro Guadarrama, Adeodato López y José Díaz Izquierdo.  